# Abdullah al-Thani
Abdullah al-Thani (in arabo عبد الله الثني‎?; Kano, 7 gennaio 1954) è un politico libico, Primo ministro della Libia(a Tobruk) dall'11 marzo 2014 al 15 marzo 2021.

## Biografia
Dopo essere stato Ministro della Difesa nel governo di Ali Zeidan, è diventato Primo ministro della Libia dall'11 marzo 2014. Ha assunto la carica a titolo provvisorio dopo che il Congresso nazionale generale ha respinto Ali Zeidan. Dopo le elezioni del giugno 2014, è stato riconfermato primo ministro dalla nuova Camera dei rappresentanti, ma è stato costretto a trasferirsi con il parlamento a Tobruch dopo che i partiti islamisti sconfitti alle elezioni hanno riconvocato il disciolto Congresso, preso il controllo di Tripoli e nominato primo ministro Omar al-Hasi.